# 阿奎泰尔梅
阿奎泰尔梅（義大利語：Acqui Terme），是意大利亚历山德里亚省的一个市镇。总面积33.42平方公里，人口20449人，人口密度611.9人/平方公里（2009年）。ISTAT代码为006001。